# Ron Holmes
Ronald Holmes (Fort Moore, 23 agosto 1963 – DuPont, 27 ottobre 2011) è stato un giocatore di football americano statunitense che ha militato nel ruolo di defensive end nella National Football League (NFL).

## Carriera
Al college Holmes giocò a football a Washington, venendo premiato come All-American e lasciando l'istituto come suo primatista di tutti i tempi per sack in carriera (28) e in una partita (5). Fu selezionato dai Tampa Bay Buccaneers come ottavo assoluto Draft NFL 1985. Nel 1989 passò ai Denver Broncos con cui nella prima stagione si classificò secondo nella squadra con 9 sack e partì come titolare nel Super Bowl XXIV, perso contro i San Francisco 49ers. Considerato un talento da Pro Bowl, il suo sviluppo fu rallentato dagli infortuni.

## Palmarès
- American Football Conference Championship: 1

Denver Broncos: 1989